# عامری (دیلم)
عامری، روستایی از توابع بخش مرکزی در شهرستان دیلم استان بوشهر ایران است.
این روستا شمالی ترین نقطه استان بوشهر از لحاظ مختصات جغرافیایی است.

## جمعیت
این روستا در دهستان حومه دیلم قرار داشته و بر اساس سرشماری سال ۱۳۹۰ جمعیت آن ۱۶۹۴ نفر (۴۳۱خانوار) می‌باشد. در سال ۱۳۸۵ جمعیت آن ۱۵۸۰نفر بوده است.